# Mizan Zainal Abidin

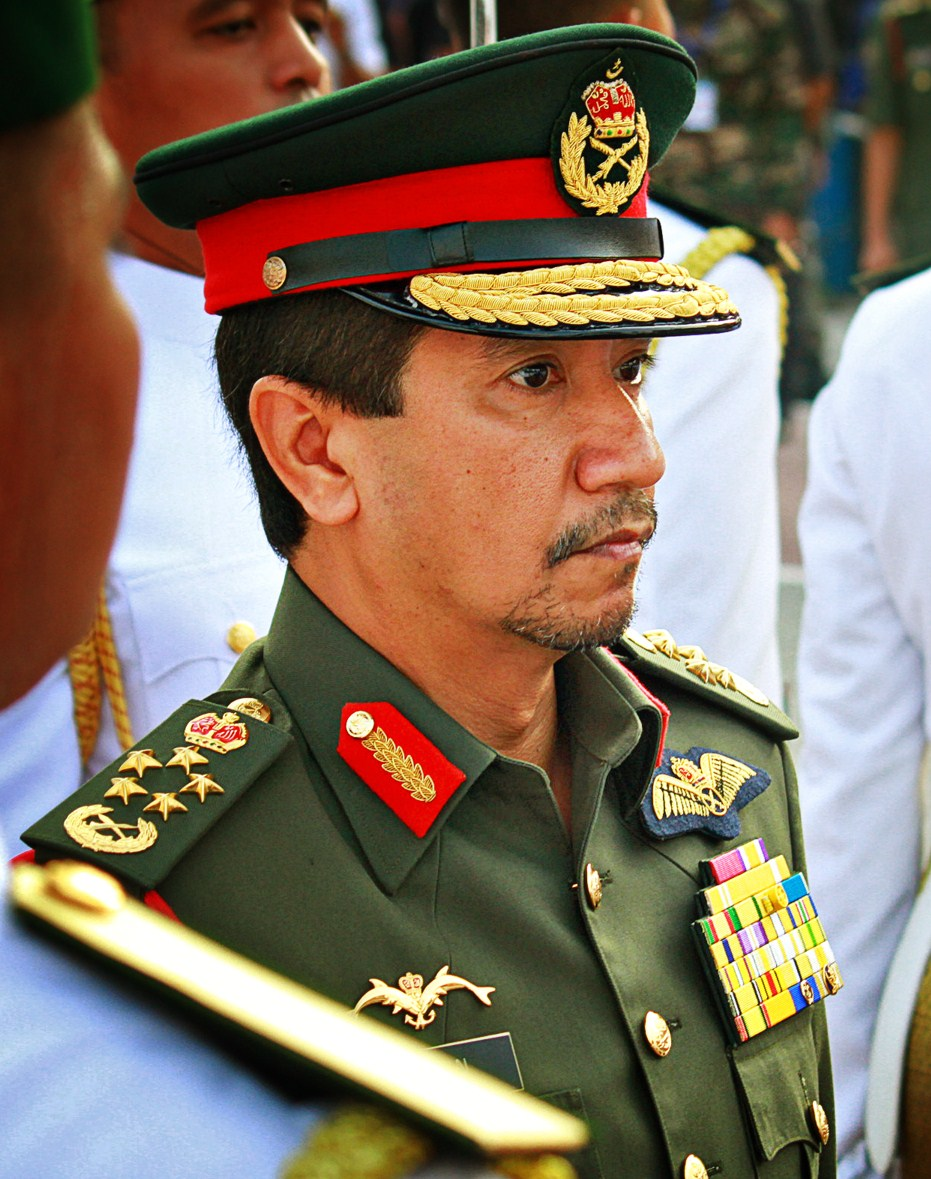
Kung Mizan Zainal Abidin 2011.

Mizan Zainal Abidin, född 22 januari 1962 i Kuala Terengganu i Terengganu i Malaysia, var Malaysias kung 2006-2011 (Yang di-Pertuan Agong), den trettonde i ordningen, tillika sultan av Terengganu, den sjuttonde i ordningen. Han blev sultan 1998 och efterträdde då Sultan Mahmud Al-Muktafi Billah Shah. Den 13 december 2006 blev han Malaysias kung, och efterträdde då Tuanku Syed Sirajuddin; inaugurationen ägde rum den 26 april 2007. Han har tidigare studerat i bland annat London och Geelong. Han efterträddes den 11 december 2011 som monark av Abdul Halim av Kedah.